# Функе Бакнор-Обрут
Функе Бакнор-Обрут (род. 27 июня 1976, Лагос) — нигерийская предпринимательница и юристка. Она основательница и генеральный директор Zapphaire Events и считается одной из первых организаторов мероприятий в Нигерии.

## Ранняя жизнь и образование
Бакнор-Обрут родилась в семье Сегуна и Шолы Бакнор в штате Лагос на юго-западе Нигерии. Начальное и среднее образование она получила в Fountain Nursery and Primary School в Лагосе и в средней школе военно-морского флота Нигерии в Лагосе, а затем продолжила изучать право в Университете Лагоса. В 2000 году она была вызвана в адвокатуру после обучения в нигерийской юридической школе в Абудже.

## Карьера
После непродолжительной юридической практики Бакнор-Обрут устроилась на работу в рекламное агентство Tie Communications, где проработала также недолго. В 2003 году её любовь к планированию мероприятий заставила её основать специализированную компанию Zapphare Events. С тех пор она спланировала и организовала несколько громких мероприятий в Нигерии и за её пределами и завоевала награды и признание, в том числе была представлена в программе CNN Inside Africa за планирование нигерийской королевской свадьбы. Среди её наград — награда Future Award в номинации «Предприниматель года» (2006), награда журнала Wedding Planner Magazine в номинации «Планировщик свадеб года» (2007), награда Go2girl Life Achievement Awards (2011) и Nigerian Events Awards за выдающийся вклад в индустрию мероприятий (2012).

## Книги
- The Essential Bridal Handbook[9]

## Признание
В 2014 году нигерийский интернет-журнал YNaija включил Бакнор-Обрут в список «10 самых влиятельных людей в бизнесе в возрасте до 40 лет». В 2016 году она была включена в список 100 женщин Би-би-си.

## Личная жизнь
Бакнор-Обрут замужем за Ономе Обрут, от которого у неё двое детей. Она старшая сестра нигерийского медийного деятеля Тосина Бакнора.